# Rutger Nyman
Nils Rutger Ingemar Nyman, född den 2 juni 1911 i Strängnäs, död den 4 september 1997 i Uppsala, var en svensk jurist.
Nyman avlade studentexamen i Umeå 1930 och juris kandidatexamen vid Stockholms högskola 1935. Efter genomförd tingstjänstgöring i Umeå domsaga 1936–1939 blev han fiskal i Svea hovrätt 1939, adjungerad ledamot där 1945, extra ordinarie assessor 1947, revisionssekreterare 1951, hovrättsråd i Svea hovrätt 1955, åter revisionssekreterare 1957, ledamot i Vattenöverdomstolen 1958 och vice ordförande på avdelning där 1960. Nyman var tingsdomare i Norra Hälsinglands domsaga 1948–1949, häradshövding i Mellansysslets domsaga 1961–1970 och lagman i Karlstads tingsrätt 1971–1978. Han blev riddare av Nordstjärneorden 1959 och kommendör av samma orden 1973. Nyman vilar på Älvsbacka kyrkogård.